# Ulanqab
Ulanqab is een stadsprefectuur in de Chinese autonome regio Binnen-Mongolië, op bestuurlijk districtniveau. Het administratieve centrum is gelegen in het district Jining, een voormalige provinciestad. Het district is gecreëerd op 1 december 2003 met gebieden uit de liga van Ulanqab.
Ulanqab Stad beslaat een gebied van 54.491 km². Het grenst aan Hohhot in het westen, Mongolië in het noorden, Xilin Gol Liga in het noordoosten, Hebei in het oosten en Shanxi in het zuiden. Eind 2004 had Ulanqab 2,7 miljoen inwoners.
Het westelijk deel van Ulanqab maakte vroeger deel uit van Suiyuan, een vroegere Chinese provincie.

## Administratieve onderverdeling
Ulanqab heeft zeven administratieve eenheden: een district, een stad, vijf regios en vier vendels:
- Jining District (集宁区 - Jíníng Qū) 114 km², 260.000 inwoners (2004), Ulanqabs administratieve centrum;
- Fengzhen Stad (丰镇市 - Fēngzhèn Shì), 2.703 km², 310.000 Inwoners (2004).
- Zhuozi (卓资县 - Zhuózī Xiàn), 3.119 km², 230,000 Inwoners (2004), administratief centrum: Zhuozishan (卓资山镇);
- Huade (化德县 - Huàdé Xiàn), 2.527 km², 160.000 Inwoners, administratief centrum: Changshun (长顺镇);
- Shangdu (商都县 - Shāngdū Xiàn), 4.304 km², 330.000 Inwoners, administratief centrum: Shangdu (商都镇);
- Xinghe (兴和县 - Xīnghé Xiàn), 3.520 km², 300.000 Inwoners, administratief centrum: Chengguan (城关镇);
- Liangcheng (凉城县 - Liángchéng Xiàn), 3.451 km², 230.000 Inwoners, administratief centrum: Daihai (岱海镇);
- Chahar Rechts Voor (察哈尔右翼前旗 - Cháhā'ěr Yòuyì Qián Qí), vendel, 2.734 km², 260.000 Inwoners (2004), administratief centrum: Tugin Ul (土贵乌拉镇);
- Chahar Rechts Midden (察哈尔右翼中旗 - Cháhā'ěr Yòuyì Zhõng Qí), vendel, 4.200 km², 210.000 Inwoners (2004), administratief centrum: Hobor (科布尔镇);
- Chahar Rechts Achter (察哈尔右翼后旗 - Cháhā'ěr Yòuyì Hòu Qí), vendel, 3.803 km², 210.000 Inwoners (2004), administratief centrum: Bayan Qagan (白音察干镇);
- Siziwang (四子王旗 - Sìzǐwáng Qí), vendel, 24.016 km², 200.000 Inwoners (2004), administratief centrum: Ulan Hua (乌兰花镇);

## Etnische onderverdeling
Volgens een census in 2000 telde het gebied 2.284.414 inwoners:
| Etnische groep | Inwoners  | percentage |
| -------------- | --------- | ---------- |
| Han-Chinezen   | 2.203.345 | 96,45%     |
| Mongolen       | 60.064    | 2,63%      |
| Mantsjoes      | 11.792    | 0,52%      |
| Hui            | 7.683     | 0,34%      |
| Koreanen       | 198       | 0,01%      |
| Tujia          | 185       | 0,01%      |
| Miao           | 175       | 0,01%      |
| Overige        | 972       | 0,04%      |